# Франсуа Леґа
Франсуа Леґа (фр. François Leguat; 1637, Ла-Бресс — вересень 1735, Лондон) — французький дослідник.

## Життя та діяльність
Леґа був гуґенотом, який утік до Голландії в 1689 році після скасування Нантського едикту в 1685 році. У 1690 році, дотримуючись плану Анрі Дюкена, він разом з групою інших гуґенотів вирушив на кораблі під назвою l’Hirondelle «Ластівка» у напрямку Індійського океану. Вони планували розпочати нове життя на острові Реюньйон, який, як вони вважали, був покинутий французами. Однак, оскільки Реюньйон все ще був населений французами, вони висадилися на безлюдному острові Родріґес.
Два роки по тому вони збудували корабель і відпливли на Маврикій. Пізніше Леґа повернувся до Європи. У 1708 році він опублікував у Лондоні опис своїх пригод, включно з природничими спостереженнями, під назвою «Voyages et aventures de François Leguat et de ses compagnons en deux isles desertes des Indes orientales». Тут також описані такі види, як дронт-самітник, папужець сизий та ящірки роду Phelsuma, ймовірно, родрігеський гігантський гекон (Phelsuma gigas) та родрігеський денний гекон (Phelsuma edwardnewtoni).
На його честь названо заповідник на Родріґесі — заповідник Франсуа Леґа.

## Твори

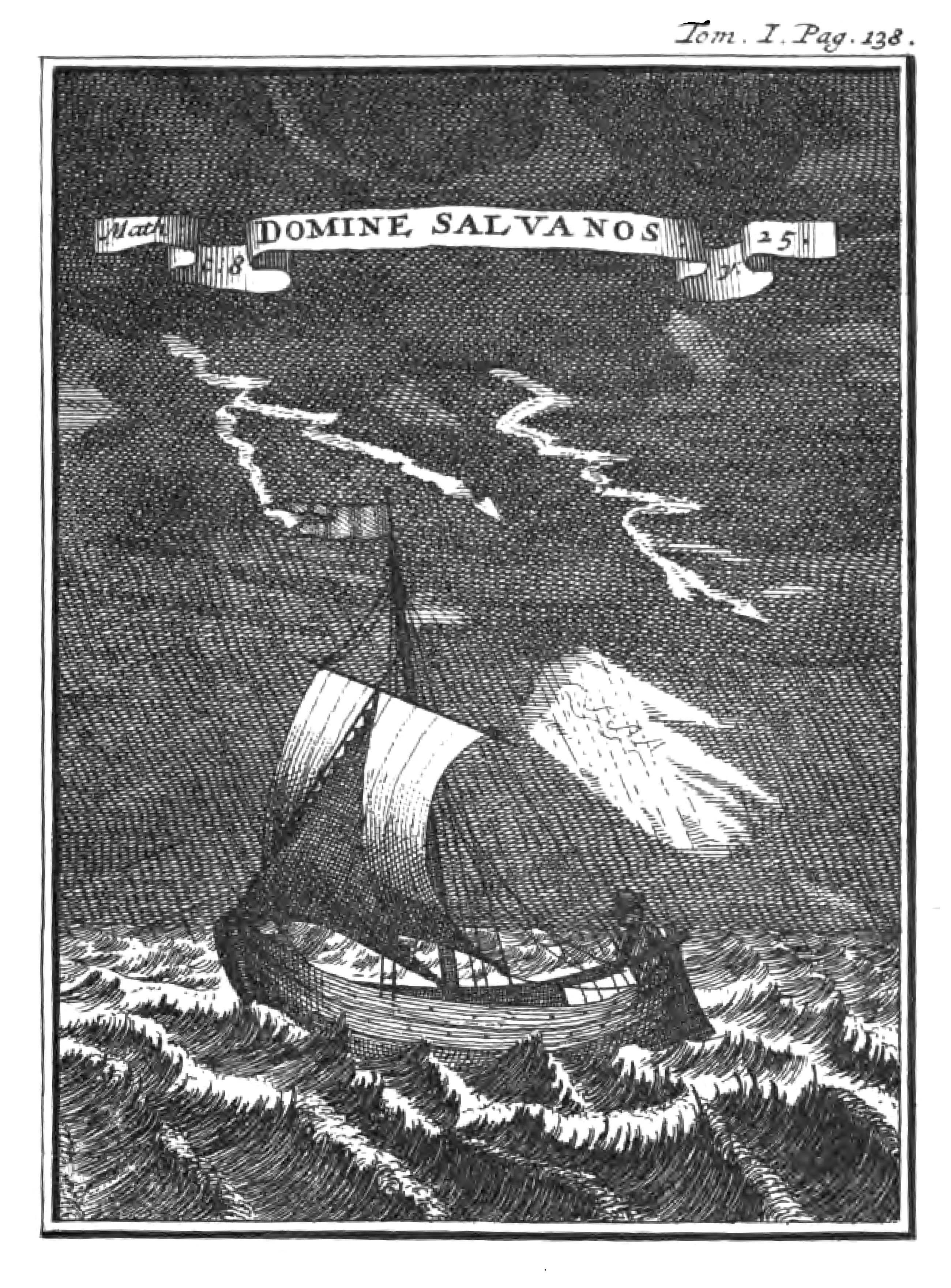
Ілюстрація до Voyage et avantures de François Leguat Франсуа Леґа 1708 року

- François Leguat: Voyages et aventures de François Leguat et de ses compagnons en deux isles désertes des Indes orientales. 2 Bände, David Mortier, London 1708. (französisch). – In die deutsche Sprache übersetzt als:
- Hn. Francisci Leguat, eines Frantzosen und seiner Gefehrten Reisen und wunderliche Begebenheiten nach zweyen unbewohnten ost-indischen Insuln. Frankfurt u. Leipzig 1709. Digitalisat bei Google Books

## Вебпосилання
- Власні твори та література про: Франсуа Леґа в каталозі SUDOC (Університетська система документації)
- Angaben zu François Leguat in der Datenbank der Bibliothèque nationale de France.
- François Leguat Reserve

1. ↑  Deutsche Nationalbibliothek Record #12312834X // Gemeinsame Normdatei — 2012—2016.
2. ↑  Swartz A. François Le Guat — 2007.
3. ↑  Bibliothèque nationale de France BNF: платформа відкритих даних — 2011.